# NGC 4105

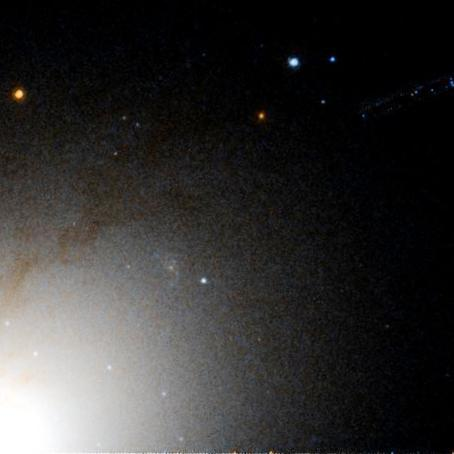
NGC 4105 par le télescope spatial Hubble.

NGC 4105 est une galaxie elliptique située dans la constellation de l'Hydre. NGC 4105 a été découverte par l'astronome germano-britannique William Herschel en 1791.

## Caractéristiques
Selon la base de données Simbad, NGC 4091 est une galaxie LINER, c'est-à-dire une galaxie dont le noyau présente un spectre d'émission caractérisé par de larges raies d'atomes faiblement ionisés. La base de données NASA/IPAC indique que NGC 4105 est possiblement une galaxie LINER. De plus, elle présente une large raie HI.

### Distance
Sa vitesse par rapport au fond diffus cosmologique est de 2 191 ± 25 km/s, ce qui correspond à une distance de Hubble de 32,3 ± 2,3 Mpc (∼105 millions d'al).
À ce jour, une douzaine de mesures non basées sur le décalage vers le rouge (redshift) donnent une distance de 29,508 ± 5,399 Mpc (∼96,2 millions d'al), ce qui est à l'intérieur des valeurs de la distance de Hubble.

## Groupe de NGC 4105
NGC 4105 est la galaxie la plus brillante d'un groupe de galaxies qui porte son nom. Le groupe de NGC 4105 compte au moins cinq membres. Les quatre autres galaxies du groupe sont IC 2995, IC 3005, IC 3010 et ESO 440-46.
NGC 4106, la galaxie au sud-est de NGC 4105, est à une distance de Hubble de 36,6 ± 2,6 Mpc (∼119 millions d'al). Elle pourrait fort bien appartenir à ce groupe, et même, considérant les incertitudes sur ces valeurs, former une paire de galaxies avec NGC 4105, mais Garcia la place plutôt dans le groupe d'IC 764.